# Kenda
Kenda är en ort i Indien.   Den ligger i distriktet Puruliya och delstaten Västbengalen, i den östra delen av landet, 1 100 km sydost om huvudstaden New Delhi. Kenda ligger 242 meter över havet och antalet invånare är 15 131.
Terrängen runt Kenda är huvudsakligen platt. Kenda ligger uppe på en höjd. Runt Kenda är det tätbefolkat, med 369 invånare per kvadratkilometer. Det finns inga andra samhällen i närheten. Trakten runt Kenda består till största delen av jordbruksmark.